# Menshen
Menshen – w ludowych wierzeniach chińskich para bóstw, duchy opiekuńcze drzwi.
Ich podobizny, umieszczone zazwyczaj na czerwonym tle, naklejane są symetrycznie na drzwiach wejściowych i mają odstraszać złe duchy. Zwyczaj ten sięga czasów starszych niż panowanie dynastii Han; wykopaliska wskazują, że na drzwiach umieszczano wówczas brązowe kołatki wyobrażające pyski groźnych zwierząt.
Według legendy postacie te to Shen Tu i Yu Lei, towarzysze Żółtego Cesarza. Mieli oni posiadać moc odpędzania złych duchów, które wiązali trzcinową plecionką i rzucali na żer tygrysom. Według innej legendy są to postaci Qin Shubao i Yuchi Jingde, generałów cesarza Taizonga z dynastii Tang (626-649), którzy mieli czuwać nocą pod drzwiami cesarskiej sypialni, aby odstraszać złe duchy nawiedzające władcę we śnie. Taizong miał następnie uhonorować swych generałów nakazując namalować na drzwiach ich portrety.
W okresie rewolucji kulturalnej w Chinach naklejanie menshen uznano za burżuazyjny zabobon i groziło ono wówczas poważnymi sankcjami.